# Beppe Grillo
Giuseppe Piero Grillo, známější jako Beppe Grillo (* 21. července 1948, Janov) je italský komik, herec, politik, a bloger.
Beppe Grillo pracoval v divadlech a televizi.
V únoru 2013 získal v italských předčasných parlamentních volbách se svým Hnutím pěti hvězd čtvrtinu voličských hlasů. Úspěch jeho Hnutí, ve kterém sám nekandidoval, je připisován především Grillově populistické rétorice (proti zavedených stranám, protievropská, proekologická) a ekonomické recesi, ve které se Itálie nacházela.